# Georgia en los Juegos Mundiales de Breslavia 2017

Georgia fue uno de los 102 países que participaron en los Juegos Mundiales de 2017 celebrados en Breslavia, Polonia.
La delegación de Georgia estuvo compuesta por un total de 4 atletas que compitieron en 5 disciplinas de 3 deportes. Fueron una de las delegaciones compuestas exclusivamente por hombres.
Georgia no logró ganar ninguna medalla durante esta edición de los Juegos Mundiales.

## Delegación

### Esquí acuático
| Varonil        |         |             |    |           |           |    |
| Genadi Guralia | Figuras | 2000 puntos | 11 | eliminado | eliminado | 11 |

### Karate
| Varonil        |             |                      |     |                |     |              |     |           |           |           |           |           |
| Gogita Arkania | Kumite 84kg | # Zabiollah Poorshab | 0:3 | # Kevyn Pognon | 6:0 | # Ugur Aktas | 0:1 | eliminado | eliminado | eliminado | eliminado | eliminado |

### Sumo
| Atleta                 | Categoría     | Ronda de 64        | Ronda de 64 | Octavos de final      | Octavos de final | Repesca octavos de final | Repesca octavos de final | Cuartos de final | Cuartos de final | Repesca cuartos de final | Repesca cuartos de final | Semifinal           | Semifinal   | Repesca semifinal | Repesca semifinal | Final/tercer puesto | Final/tercer puesto | Posición  |
| Atleta                 | Categoría     | Oponente           | Resultado   | Oponente              | Resultado        | Oponente                 | Resultado                | Oponente         | Resultado        | Oponente                 | Resultado                | Oponente            | Resultado   | Oponente          | Resultado         | Oponente            | Resultado           | Posición  |
| ---------------------- | ------------- | ------------------ | ----------- | --------------------- | ---------------- | ------------------------ | ------------------------ | ---------------- | ---------------- | ------------------------ | ------------------------ | ------------------- | ----------- | ----------------- | ----------------- | ------------------- | ------------------- | --------- |
| Varonil                |               |                    |             |                       |                  |                          |                          |                  |                  |                          |                          |                     |             |                   |                   |                     |                     |           |
| Giorgi Meshvildishvili | Peso medio    | -                  | -           | # Takahiro Higuchi    | Oshitaoshi       | # Kena Heffernan         | Komatasukui              | # Misbah Hossam  | Yorikiri         | # Aron Rozum             | Yorikiri                 | eliminado           | eliminado   | eliminado         | eliminado         | eliminado           | eliminado           | eliminado |
| Giorgi Meshvildishvili | Clase abierta | # Mark Lawrence    | -           | eliminado             | eliminado        | eliminado                | eliminado                | eliminado        | eliminado        | eliminado                | eliminado                | eliminado           | eliminado   | eliminado         | eliminado         | eliminado           | eliminado           | eliminado |
| Avtandil Tsertsvadze   | Peso pesado   | -                  | -           | # Byambajav Ulambayar | Tsukidashi       | # Mark Lawrence          | Yorikiri                 | #Ramy Belal      | Kotenage         | # Eduard Kudzoev         | Yorikiri                 | # Soichiro Kurokawa | Shitatenage | eliminado         | eliminado         | eliminado           | eliminado           | eliminado |
| Avtandil Tsertsvadze   | Clase abierta | # Takahiro Higuchi | Okuridashi  | eliminado             | eliminado        | eliminado                | eliminado                | eliminado        | eliminado        | eliminado                | eliminado                | eliminado           | eliminado   | eliminado         | eliminado         | eliminado           | eliminado           | eliminado |